# Gasthaus zur Schranne

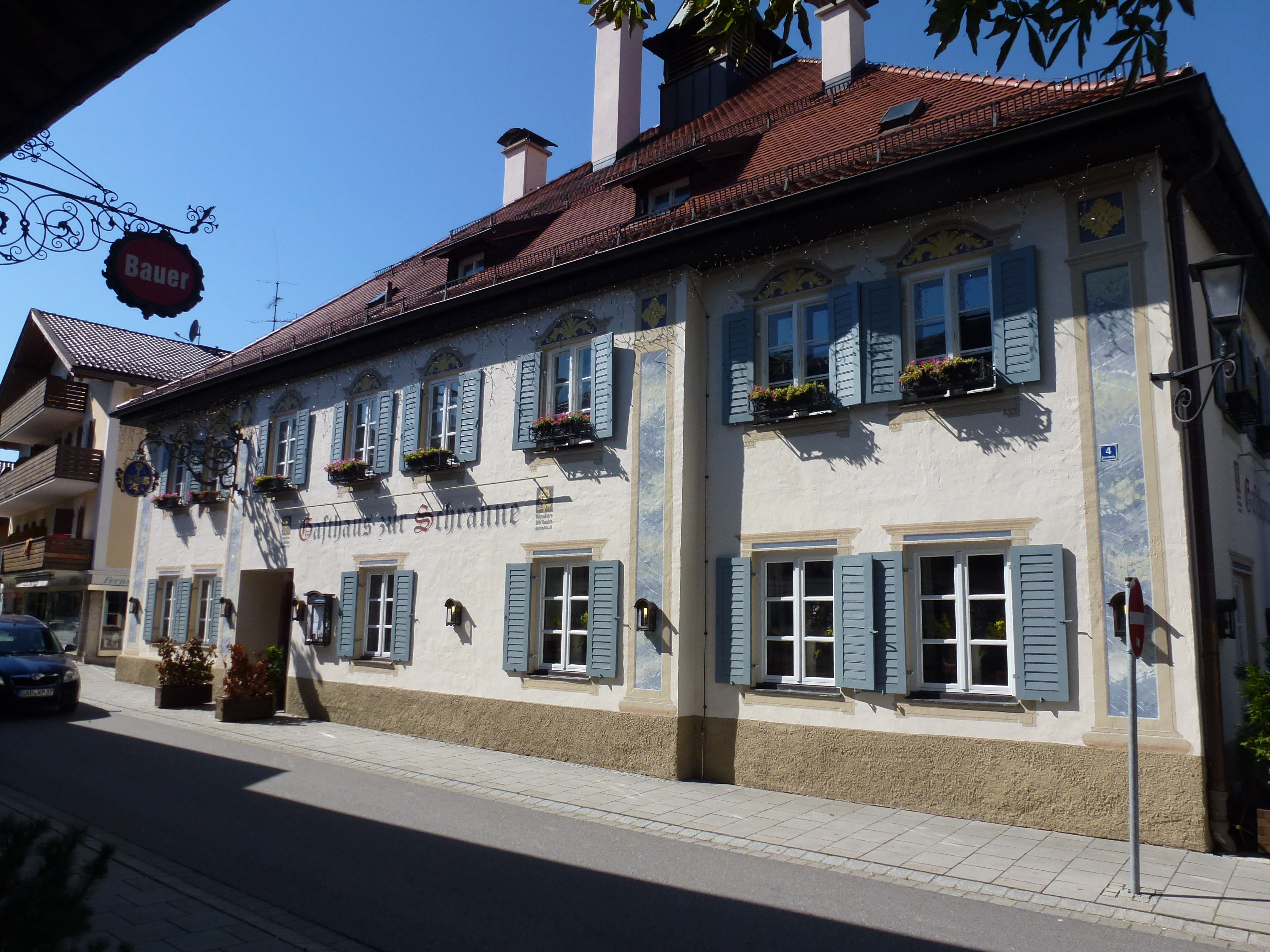
Gasthaus zu Schranne, Grießstraße 4, Garmisch-Partenkirchen (2012)

Das Gasthaus zur Schranne ist ein Gebäude im Markt Garmisch-Partenkirchen in Oberbayern. Das Haus ist auf Basis des Denkmalschutzgesetzes vom 1. Oktober 1973 ein Baudenkmal, die Akten-Nummer lautet D-1-80-117-89.
Das Anwesen wurde erstmals 1610 bebaut. Das erste Gebäude war ein Kasten zum Umschlagen von Getreide. Daher der heutige Name Schranne. Die Gemeinde Garmisch erwarb um 1840 das Anwesen, um dort eine Krankenstation, einen Schuppen für Feuerlöschgeräte, eine Heuwaage sowie eine Gaststätte unterzubringen. Während eines Umbaus im Jahre 1854 geriet das Gebäude in Brand, bei dem noch acht weitere Häuser im Umkreis abbrannten. Das komplette Haus wurde dabei zerstört und Josef Kleisl erbaute im Auftrag der Gemeinde auf dem Grundstück den jetzigen zweigeschossigen Walmdachbau mit Dachreitern.
1984 baute die Gemeinde das Gebäude um. Dabei wurden die Waage und der Löschschuppen aufgelassen. Der Platzgewinn konnte zur Erweiterung der Gaststätte genutzt werden. Unter anderem kam ein neuer Saal hinzu. 1985 wurde die Schranne wiedereröffnet. 2010 kaufte die Edith-Haberland-Wagner Stiftung (Stiftung der Augustiner-Brauerei in München) das Gebäude und renovierte es unter Vorgaben des Denkmalschutz in den jetzigen Zustand.